# Экстремаль
Экстремаль (от лат.  extremus — крайний), интегральная кривая дифференциального уравнения Эйлера в вариационном исчислении. Является гладким решением уравнения Эйлера.
Простейшая задача вариационного исчисления состоит в нахождении экстремума функционала
| {\displaystyle J(y)=\int \limits _{x_{1}}^{x_{2}}f(x,y,y^{\prime })\!~dx} | (1) |

среди гладких кривых {\displaystyle y(x),} удовлетворяющих граничным условиям
| {\displaystyle y(x_{1})=y_{1},\,y(x_{2})=y_{2}.} | (2) |

тогда уравнение Эйлера примет вид
{\displaystyle F_{y}-{\frac {d}{dx}}\!F_{y'}=0}
обыкновенное дифференциальное уравнение 2-го порядка, которое в развёрнутом виде запишется следующим образом
| {\displaystyle F_{y'y'}y''+F_{y'y}y'+F_{y'x}-F_{y}=0} | (3) |

{\displaystyle y(x)} называется экстремалем, если экстремум в (1), (2) достигается на гладкой кривой {\displaystyle y(x)}, {\displaystyle x_{1}\leqslant x\leqslant x_{2}}, то есть если {\displaystyle y(x)} является решением уравнения Эйлера (3).